# Росенгрен, Биргер
Биргер Эуен Росенгрен (швед. Birger Eugen Rosengren; 29 октября 1917, Норрчёпинг — 15 октября 1977, Норрчёпинг) — шведский футболист, полузащитник. Капитан сборной Швеции на победной для неё Олимпиаде 1948 года.

## Карьера
Биргер Росенгрен начал карьеру в клубе «Сюльвия» из родного Норрчёпинга в 1930 году. В 1935 годау Росенгрен стал игроком «Норрчёпинга». Оттуда в 1937 году он перешёл в «Слейпнер», где провёл три года. Затем полузащитник вернулся в «Норрчёпинг», где выступал до 1949 года, проведя 223 матча и забив 29 мячей. В составе команды Биргер выиграл пять чемпионатов Швеции и два кубка страны.
В составе сборной Швеции Эмануэльссон дебютировал 30 сентября 1945 года в матче с Финляндией, в котором его команда выиграла 6:1. После этого он не выступал за первую сборную 3 года, вернувшись лишь в 1948 году, тогда же он поехал на Олимпиаду, на которой его команда выиграла золотую медаль. Сам футболист, который был капитаном команды, сыграл на турнире все 4 игры.
В октябре 2010 года Росенгрен был избран в зал славы шведского футбола.

## Достижения
- Чемпион Швеции: 1942/1943, 1944/1945, 1945/1946, 1946/1947, 1947/1948.
- Обладатель кубка Швеции: 1943, 1945.